# 季沃申
51°26′24″N 28°36′44″E / 51.44000°N 28.61222°E
季沃申（烏克蘭語：Дівошин），是烏克蘭北部的村莊，隸屬日托米爾州的科羅斯滕區。該村面積2.08平方公里，海拔高度167米，2001年人口308，人口密度每平方公里148.29人。